# Sillem-pirók
A Sillem-pirók (Carpodacus sillemi) a madarak osztályának verébalakúak (Passeriformes) rendjébe és a pintyfélék (Fringillidae) családjába tartozó faj.

## Rendszerezése
A fajt Cees S. Rooselar holland ornitológus írta le 1992-ben, a Leucosticte nembe Leucosticte sillemi néven. Egyes szervezetek jelenleg is ide sorolják 
A pintyfélék egész családját érintő 2016-ban lezajlott molekuláris és DNS-vizsgálaton alapuló vizsgálatsorozat során kiderült, hogy a faj a Carpodacus nembe tartozik, ahol a Roborowski-pirók (Carpodacus roborowskii) testvérfaja. 
Nevét Jérôme Alexander Sillem holland madárgyűjtő tiszteletére kapta, aki tagja volt 1929-ben annak az expedíciónak mely a sokáig ismert egyedüli egyedeit a fajnak begyűjtötte.

## Előfordulása
Kína és India területén honos. A fajt sokáig mindössze kettő 1929-ben begyűjtött példány alapján ismerte e tudomány, melyeket a Hszincsiang-Ujgur Autonóm Terület déli részén található Aksai Chin-ben gyűjtöttek be. A madarat 2012-ben végül sikerült lefotózni, mintegy 1500 km-nyire az ettől a helytől.
Természetes élőhelyei a szubtrópusi vagy trópusi sziklás környezet. Állandó, nem vonuló faj.

## Megjelenése
Testhossza 15 centiméter.

## Természetvédelmi helyzete
Az elterjedési területe nem nagy, egyedszáma idáig két ismert példány. A Természetvédelmi Világszövetség Vörös listáján adathiányos fajként szerepel.